# Apolima

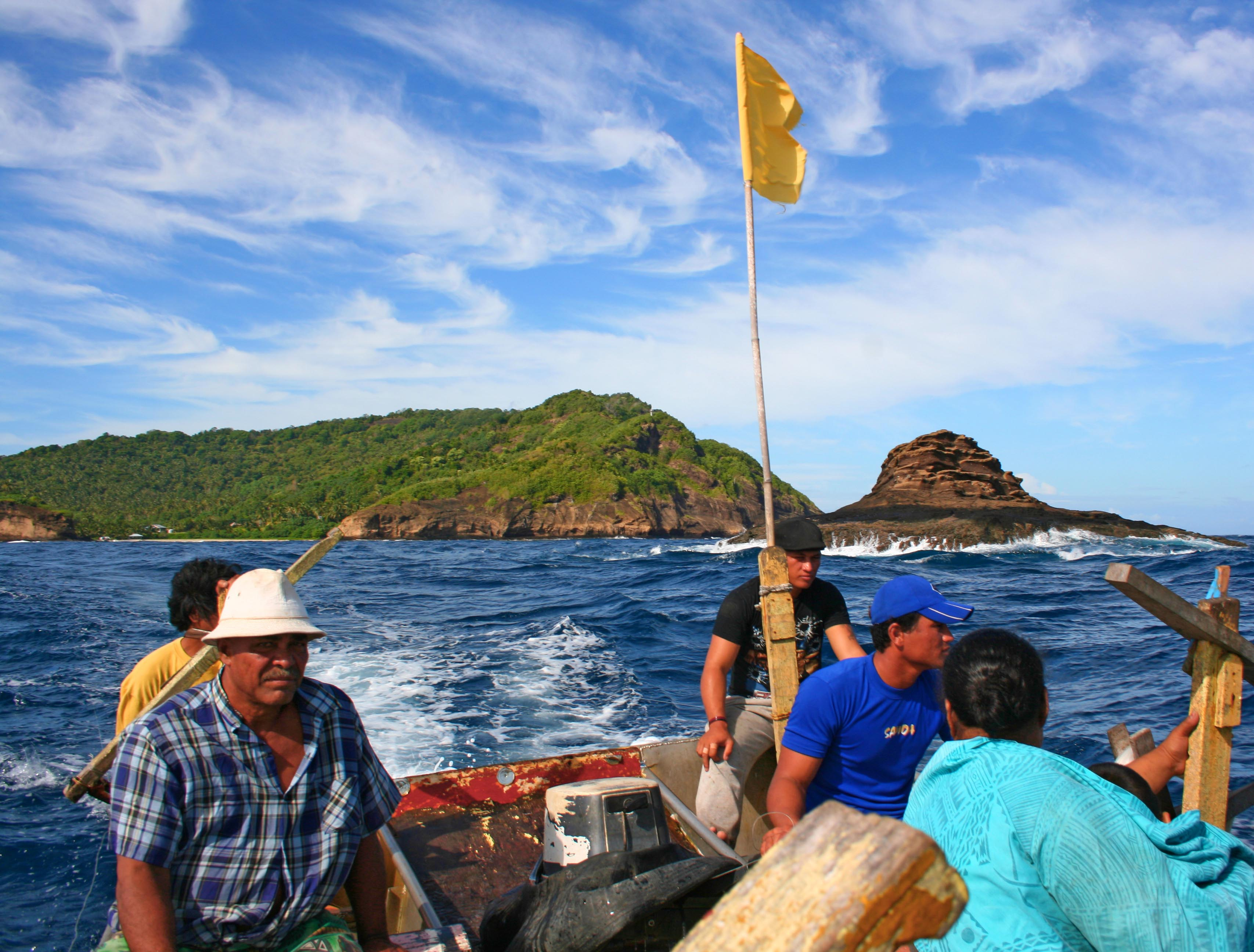
Boot met Apolima op de achtergrond

Apolima is het kleinste van de vier bewoonde eilanden van Samoa. Het eiland ligt in de Straat van Apolima, tussen de twee grootste eilanden Upolu in het oosten en Savai'i in het westen.
Apolima heeft één klein dorp, Apolima Tai met 75 inwoners in 2006. De kleine nederzetting bevindt zich in het noorden van het eiland, op een plateau. Het eiland is enkel toegankelijk met een boot.
Apolima is een rand van een uitgedoofde vulkaan. Het hoogste punt van het eiland is 165 m, en het eiland heeft iets minder dan een vierkante kilometer aan oppervlakte.
Het eiland ligt 2.4 km in noordwestelijke richting van het meest westelijke punt van Upolu's barrièrerif, en op 7 km afstand van Savai'i. Apolima ziet eruit als een omgedraaide kom, omringd door steile kliffen. De noordkant van het eiland heeft een brede opening naar de zee, dit is ook de belangrijkste aanlegplaats voor boten.
In de Straat van Apolima liggen nog twee naburige eilanden, Manono, waar een kleine populatie woont, en een kleiner onbewoond eiland Nu'ulopa.
Apolima is deel van het district Aiga-i-le-Tai.

## Fotogalerij

Historische foto's van Thomas Andrew (1855 - 1939)
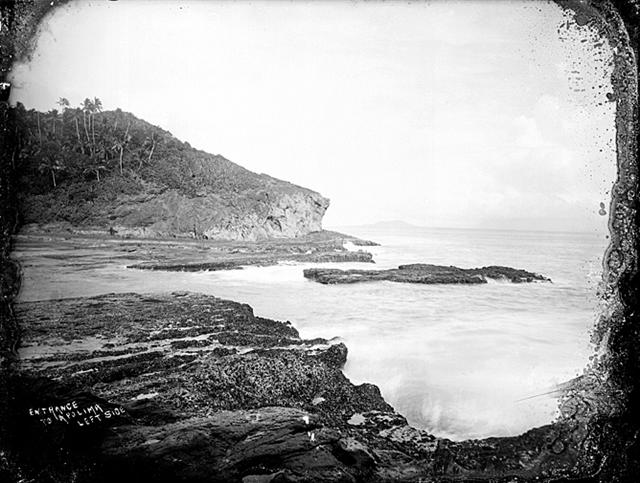
Toegang tot Apolima, links
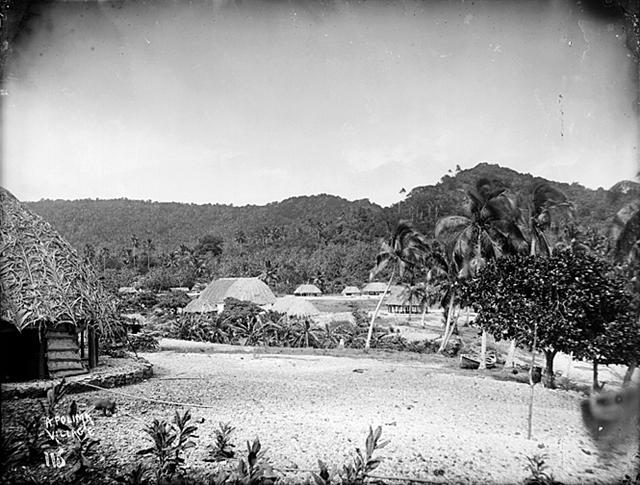
Het dorp Apolima Tai, circa 1890 - 1910
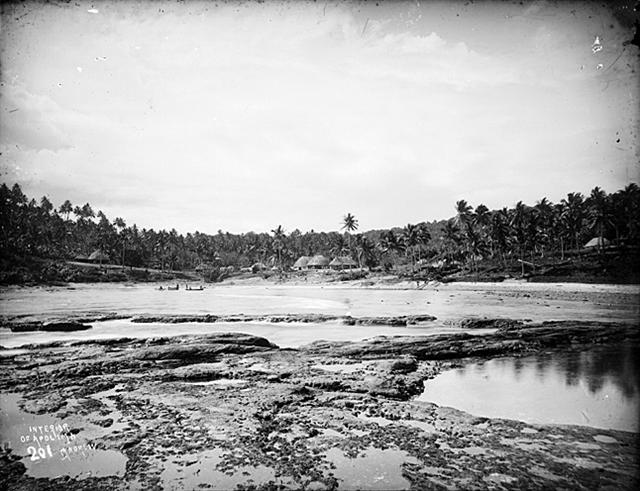
Foto van Apolima in 1904